# Priska von Hohenbruck
Priska Freifrau Schwäger von Hohenbruck (geborene Hornbostel; * 8. September 1845 in Wien; † 5. Juni 1924 ebenda) war eine österreichische Schulreformerin und Frauenrechtsaktivistin.

## Leben
Priska von Hohenbruck war an frauenpolitischen Fragen interessiert und engagierte sich im Wiener Frauen-Erwerb-Verein, den ihre Mutter Helene von Hornbostel 1866 mitbegründet hatte. Sie ist ein Jahr später im Vorstand des Vereins, den ihre Mutter noch als Präsidentin leitete. Besondere Verdienste erwarb sich von Hohenbruck bei der Organisation der „Ausstellung über Frauen-Arbeit“ anlässlich der Wiener Weltausstellung von 1873. Sie setzte sich auch für die Errichtung neuer Schulen und für zeitgemäße Reformen in den schon bestehenden Schulen sowie Lehrgängen des Vereins ein.
Der Wiener Frauen-Erwerb-Verein war der erste Frauenverein mit wirtschaftlichen Zielsetzungen im Kaisertum Österreich. Ziel des Verein war die Bildungs- und Erwerbsmöglichkeiten von Frauen zu verbessern. Schon 1868 eröffnete der Verein die „Handelsschule 1“ in der Walfischgasse 4. Bis 1872 folgten zehn weitere Schulen mit mehreren Tausend Schülerinnen und bis 1880 hatte der Verein 22 Schulen und Kurse eingerichtet. Der Verein in Wien wurde Vorbild für weitere Gründungen von Frauenerwerbsvereinen in Brünn, Prag, Salzburg, Klagenfurt und anderen Orten. 
Priska von Hohenbruck wurde 1897–1901 und 1906–1909 zur Präsidentin des Frauen-Erwerb-Vereins gewählt und 1909 zum Ehrenmitglied ernannt. In diesem Jahr entwarf Paul Hoppe ein neues Schulgebäude für den Verein, das 1910 mit einem Mädchenlyzeum und einer Handels-, Frauengewerbe- und Hauswirtschaftliche Fortbildungsschule für 1200 Schülerinnen eröffnet wurde. Unter ihrer Leitung trat der Verein dem Bund Österreichischer Frauenvereine bei, den Marianne Hainisch 1902 gründete. Ihre Nachfolgerin wurde Barbara Pacher von Theinburg.
Priska von Hohenbruck starb am 5. Juni 1924 in ihrer Heimatstadt Wien im Alter von 78 Jahren.

## Familie
Priska von Hohenbrucks Eltern waren Helene Hornbostel (1815–1889) und der Fabrikant und Bankfachmann Theodor Hornbostel (1815–1888), der 1860 geadelt wurde. Sie hatte fünf Geschwister und heiratete 1865 den Sektionschef Arthur Adolph Freiherr Schwäger von Hohenbruck (1837–1902). Das Ehepaar hatte drei Kinder. Ihre jüngste Tochter heiratete in zweiter Ehe Heinrich Pacher von Theinburg, den Sohn von Barbara Pacher von Theinburg, geborenen von Gagern.